# Martinrea
Martinrea International Inc. ist ein kanadischer Automobilzulieferer mit Sitz in Vaughan, Ontario, Kanada. Standorte für Produktion und Entwicklung sind in Kanada 9 Standorte, in den USA 13, 1 Standort in Mexiko, in Europa 3 (Deutschland, Spanien und Slowakei), in China 5 sowie in Australien 1 Standort.
Gemeinsam mit dem Finanzinvestor Anchorage wurde im Mai 2011 die insolvente Honsel AG mit Sitz in Meschede übernommen. Honsel ist ebenfalls Automobilzulieferer und ergänzt mit seinen Leichtmetallgussteilen (im Wesentlichen Motorblöcke, Getriebegehäuse und Strukturteile) das Produktspektrum von Martinrea entscheidend.

## Produkte
Motor- und Antriebskomponenten
- Ölkühler für Motor und Getriebe, Schlauch- und Rohrleitungen
- Einfüllstutzen für Motor- und Getriebeöl, Peilvorrichtungen
- Schlauchverbindungen für Kühler und Heizung

Lenkkraftunterstützung und Bremsen
- Leitungen und Schlauchverbindungen
- Einfüllstutzen und Peilvorrichtungen

Kraftstoffversorgung
- Tank- und Füllstandsgebermodule
- Leitungen und Schläuche für Vor- und Rücklauf
- Einfüllstutzen
- Filter und Rückhaltekomponenten für Kraftstoffdampf (Gehäuse für Aktivkohlefilter, Belüftung, Verschlauchung etc.)

Heizung und Klimatisierung
- Komponenten für Verschlauchung und Verrohrung

Module für Federung und Radaufhängung, vorn und hinten
Abgaskomponenten
- Schalldämpfer
- Abgasrückführung
- Sekundärluftkomponenten
- Abgaskrümmer und -rohre

Karosserie und Fahrgestell
- diverse Blechteile (Radhäuser, Hauben, Türe, Dächer)
- diverse Rohrkomponenten (Radaufhängung)
- Form- und Gussteile